# María José Pérez
María José Pérez González (Santa Cruz de Tenerife, 19 de marzo de 1984) es una futbolista española que juega actualmente en la UDG Tenerife de la Primera División. También ha sido convocada para la selección española.

## Trayectoria
María se formó con equipos de las Islas Canarias, concretamente en la A. D. Añaza. En 2002 debuta de forma profesional con el CE Sabadell en la Primera División a los 18 años. En 2015,  consigue la promoción a Primera División con la UDG Tenerife En 2016, Pérez dejó el archipiélago para firmar con el Levante UD. Tras hacer una sola campaña con las levantina volvió de nuevo a la UDG Tenerife.
| Club                    | País   | Año         | Goles |
| ----------------------- | ------ | ----------- | ----- |
| CE Sabadell             | España | 2002 - 2005 | ?     |
| Huelva Estudiantes      | España | 2005 - 2006 | ?     |
| Puebla Extremadura      | España | 2006 - 2008 | ?     |
| UD Tacuense             | España | 2008 - 2009 | ?     |
| CD Charco del Pino      | España | 2009 - 2010 | ?     |
| UD Tacuense             | España | 2010 - 2013 | ?     |
| U.D. Granadilla Egatesa | España | 2013 - 2016 | ?     |
| Levante UD              | España | 2016 - 2017 | 16    |
| UDG Tenerife            | España | 2017 -      | 12    |

## Selección nacional
| Selección     | Participaciones | Goles |
| ------------- | --------------- | ----- |
| España sub-19 | ?               | ?     |
| España        | 10              | 1     |

## Vida personal
El futbolista Ayoze Pérez que actualmente milita en el Villarreal Club de Fútbol, es su primo.

## Palmarés
- Copa de la Reina de Fútbol (1): 2003